# Lukașenkivske, Seredîna-Buda
Lukașenkivske (în ucraineană Лукашенківське) este un sat în comuna Velîka Berizka din raionul Seredîna-Buda, regiunea Sumî, Ucraina.

## Demografie
Componența lingvistică a localității Lukașenkivske
     Rusă (100%)
Conform recensământului din 2001, toată populația localității Lukașenkivske era vorbitoare de rusă (100%).